# The Unnamables
Albums de Magma (Univeria Zekt)
1001° centigrades
(1971) Mekanïk Destruktïw Kommandöh
(1973)
The Unnamables est l'unique album du groupe Univeria Zekt. Il est paru en 1972.

## Informations
The Unnamables est en fait un album de Magma déguisé, destiné à rendre plus accessible à l'auditeur l'univers si particulier du groupe. Enregistré au studio du château d'Hérouville par pratiquement la même formation que celle de 1001° Centigrades, l'album répète le style des deux premiers albums de Magma, tout en abandonnant le concept Zeuhl. Trois morceaux sont signés par Teddy Lasry et un morceau par François "Faton" Cahen, relativement proches d'un certain jazz-rock de l'époque. Les autres titres sont de Christian Vander et ressemblent plus au Magma connu. Deux des morceaux de Vander ont été repris sur la bande originale du film 24 Heures Seulement et sont disponibles sur Archiw I dans le coffret Studio Zünd: 40 Ans d'Evolution. The Unnamables est paru à l'origine sur le label Thélème de Laurent Thibault. Le disque n'est vendu qu'à 1 500 exemplaires. Il a été réédité en 1986 par Cryonic et en 1993 par Musea.

## Liste des titres

### Face 1
| No | Titre                        | Auteur          | Durée |
| -- | ---------------------------- | --------------- | ----- |
| 1. | You Speak And Speak Colegram | Lasry           | 2:10  |
| 2. | Altcheringa                  | Cahen, Zabu     | 3:27  |
| 3. | Clementine                   | Lasry           | 3:00  |
| 4. | Something's Cast A Spell     | Lasry, Ledissez | 4:16  |

### Face 2
| No | Titre          | Auteur | Durée |
| -- | -------------- | ------ | ----- |
| 1. | Ourania        | Vander | 4:23  |
| 2. | Africa Anteria | Vander | 11:30 |
| 3. | Undia          | Vander | 4:47  |

## Musiciens
- Christian Vander - batterie, percussion, voix (6)
- Klaus Blasquiz - vocaux (4, 7), percussion
- Faton Cahen - pianos
- Claude Engel - guitares électrique et acoustique
- Francis Moze - basse, orgue
- Teddy Lasry - saxophones, flûte, orgue
- Yochk'o Seffer - saxophones
- Tito Puentes - trompette
- Zabu - vocaux (2)
- Lionel Ledissez - vocaux (4)